# Pedro José Cevallos
Pedro José Cevallos (1830 — 1892) foi um político equatoriano que foi presidente e vice-presidente de seu país.